# Zaurategrast
Zaurategrast (CDP323) ist ein experimenteller Arzneistoff, der auf seine Eignung zur Behandlung der multiplen Sklerose (MS) untersucht wurde. Es handelt sich um einen α4-Integrin-Hemmer. Zaurategrast ist ein kleines chemisches Molekül, das als prodrug zum Einsatz kommt.

## Wirkmechanismus
Entzündungen führen zu einer Einwanderung von weißen Blutzellen (Leukozyten) in das betroffene Gewebe. Bei Immunkrankheiten wie der MS wirken die sonst nützlichen Zellen durch überschießende Reaktionen häufig zerstörerisch. Zaurategrast hemmt die gerichtete Wanderungsbewegung dieser weißen Blutzellen durch die Gefäßwand in das entzündete Gewebe hinein. Daher wurde angenommen, dass Zaurategrast möglicherweise Nervenzellen vor Attacken durch fehlgeleitete zerstörerische weiße Blutzellen schützen könnte. Auch der monoklonale Antikörper Natalizumab weist dieses Wirkprinzip auf.

## Wirksamkeit in Tiermodellen
Zaurategrast wurde bei der chronischen experimentellen autoimmunen Enzephalomyelitis (EAE) der Hausmaus untersucht. Sowohl bei prophylaktischer Gabe (vor Auftreten der Erkrankung) als auch bei therapeutischer Gabe (nach Ausbruch der Erkrankung) verminderte der Arzneistoff den Schweregrad der Erkrankung signifikant.

## Klinische Untersuchungen
Die Sicherheit und Verträglichkeit von Zaurategrast sowie seine pharmakokinetischen Eigenschaften wurden bei 75 gesunden männlichen und weiblichen Probanden in drei Studien untersucht. Bei oralen Dosen von bis zu 1000 mg zweimal täglich, verabreicht über sieben Tage wurden kein nennenswerter Unterschiede zur Verabreichung von Placebo festgestellt. Es gab keine Einflüsse des Geschlechts der Probanden auf die Ergebnisse. Die Hemmung der α4-Integrin-Funktion konnte über ein 12- bis 24-stündiges Dosierungsintervall aufrechterhalten werden.
Im Juni 2007 begann in Europa und in den USA eine Studie bei MS-Patienten. Es war beabsichtigt, in dieser Studie mehr als 200 MS-Patienten zu behandeln, die zuvor keinen ausreichenden Behandlungserfolg unter Betainterferonen hatten. In der Studie wurden zwei unterschiedliche Dosierungen von Zaurategrast sowie Placebo eingesetzt. Die Studie wurde Mitte 2009 nach einer Zwischenauswertung abgebrochen.

## Geschichtliches
Zaurategrast wurde ursprünglich von der britischen Biotech-Firma Celltech (jetzt UCB S.A.) synthetisiert und firmierte zunächst unter seinem Entwicklungscode CDP323.
Im Oktober 2006 vereinbarte UCB eine Zusammenarbeit mit Biogen Idec für die Entwicklung bei MS sowie in anderen möglichen Anwendungsgebieten. Mitte 2009 gaben UCB und Biogen bekannt, dass die Phase-II-Studie abgebrochen und die weitere Entwicklung eingestellt wurde. Der internationale Freiname Zaurategrast wurde 2010 durch die WHO vergeben.